# Суверенное государство
Сувере́нное госуда́рство, в международном праве — это полития, представленная одним централизованным правительством, обладающим суверенитетом над определённой территорией (краем, страной, землёй, регионом и тому подобное). 
Международное право определяет государства как имеющие постоянное население, определённую территорию, одно правительство и способность вступать в отношения с другими государствами. Обычно также считают, что суверенное государство не зависит ни от какой-либо другой власти или государства и не подвергается их воздействию.
Согласно декларативной теории государственности, суверенное государство может существовать, не будучи признанным другими суверенными государствами. Непризнанным государствам часто бывает трудно осуществлять полные договорные полномочия или вступать в дипломатические отношения с другими суверенными государствами.

## История
С конца XIX века, практически весь земной шар был разделён на участки (страны) с более или менее определёнными границами, закреплёнными за различными государствами. Ранее достаточно большие земельные участки были либо невостребованными или безлюдным, или населёнными кочевыми народами, которые не были организованы в государства. Однако даже в современных государствах существуют большие пустынные районы, незаселённые людьми, как, например, тропические леса Амазонки, они незаселены или населены исключительно или в основном коренным населением (и с некоторыми из них до сих пор отсутствуют постоянные контакты). Существуют также государства, которые не выполняют де-факто контроль над всей своей территорией, или где этот контроль оспаривается.
В настоящее время международное сообщество включает в себя более 200 суверенных государств, большинство из которых представлены в Организации Объединённых Наций. Эти государства существуют в системе международных отношений, где каждое государство принимает во внимание политику других государств, делая свои собственные расчёты. С этой точки зрения, государства интегрированы в международную систему особой внутренней и внешней безопасности и легитимации дилеммы. В последнее время понятие международного сообщества сформировано для обозначения группы государств, которые установили правила, процедуры и институты для осуществления взаимоотношений. Таким образом, заложен фундамент для международного права, дипломатии между официально признанными суверенными государствами, их организациями и формальными режимами.

## Определение
Суверенитет — термин, который часто трактуют неправильно. К XIX веку расовые концепции «стандарта цивилизации» определяли некоторые народы в мире, которым не хватало организованного сообщества, как «нецивилизованные». Эта позиция нашла своё отражение в том, что их «суверенитет» либо полностью отсутствует, или хотя уступает по характеру, концепцией по сравнению с «цивилизованными» народами.
Суверенитет приобрёл также значение другого содержания с развитием принципа самоопределения и запрета на угрозу силы или её применения как Jus cogens норм современного международного права. Устав ООН, Декларация о правах и обязанностях государств, а также уставы региональных международных организаций закрепляют в той или иной форме мнение о том, что все государства юридически равны и имеют те же права и обязанности, основанные на самом факте их существования в качестве институтов соответствии с международным правом. В международном праве также широко признаётся право наций определять свой политический статус и осуществлять постоянный суверенитет в пределах своей территориальной юрисдикции.

## Признание суверенности государства
Признание правового статуса государства означает решение одного суверенного государства осуществлять отношения с другим государством, считая его также суверенным. Признание может быть либо явно выраженным, или подразумеваемым, оно, как правило, обратное по своим последствиям. Признание также не обязательно означает стремление к установлению или поддержанию дипломатических отношений.
Не существует конкретного определения, что является обязательным для всех членов мирового сообщества по критериям государственности. На практике, критерии в основном политические, а не правовые. В международном праве, однако, существует несколько теорий о том, когда государство должно быть признанно в качестве суверенного.
Большинство суверенных государств представляют собой государства де-юре и де-факто (то есть они существуют, как в законодательстве, так и в реальности). Однако некоторые государства существуют только де-юре как государства, они признаны суверенными и имеют законное правительство, однако не имеют фактического контроля над территорией. Многие континентальные европейские государства поддерживали правительство в изгнании во время Второй мировой войны, эмигрантского правительства, как и раньше, участвовали в дипломатических отношениях с союзниками, несмотря на то что их страна находилась под нацистской оккупацией.
Например, Суверенный военный Мальтийский орден, который является наблюдателем Генеральной Ассамблеи ООН, имеет двусторонние дипломатические отношения со 113 государствами, в то время, не имея собственной территории с 1798 года и обладая только экстерриториальными областями, то есть посольствами и консульствами.
Другие государства могут иметь суверенитет над территорией, но не иметь международного признания, они государства только де-факто.